# 杉並師範館
杉並師範館（すぎなみしはんかん）とは杉並区が独自に小学校教員を養成し、採用するための教師養成塾である。

## 概要
杉並区では大学や高校の教員から「子どもに基本的な学力が身についていない」と幾度となく指摘されてきたことを受け、小学校から立て直す必要性があると判断していた。しかし義務教育の教員は都教委が採用・人事を担っているため良い教員でも数年で他地域へ異動してしまい、質の高い教育を維持できない問題が存在していた。そこで同区は杉並から離れることなく杉並の教育にずっと携わっていける質の高い教員を独自に区で養成し、採用していこうと2005年にこの養成塾を設立した。
教員免許取得予定の学生や社会人、現職の教師などを対象に毎年30名程度が募集され合格した塾生は教育界・経済界、文化・スポーツ界など各界からの教授陣による実践的指導力に重点を置くとする独自のカリキュラム研修を1年間受けることになり、その後、杉並区教育委員会が塾生だけを対象に行う採用試験を受けることになる。田中哲事務局長によると「必ずしも全員を採用するわけではなく、研修期間は長期にわたる採用選考とも言える」としており、この塾を受講できることが教員に採用されたことにはならない。しかし第一期生の募集では、都の教員採用試験を上回る7倍以上の競争倍率となった（毎年ほぼ同水準で推移している）。社会人も対象にしている塾のため、土日を中心に研修が行われる。
都教委で採用され杉並区に配属される教員数は従来と同じため、この塾により採用された教員数が増えることになるが、少人数のクラスわけ等をすることでより密な教育が可能になると杉並区はコメントしている。塾運営費やこの塾から採用された教員への人件費などは区費で賄われている。
2010年（平成22年）5月26日、ホームページで第6期生の募集を見送ることを発表した。その後同年10月所属している第5期生26名が卒塾する2011年3月で解散することを決定した。

## アクセス
〒166-0013 東京都杉並区堀ノ内2-5-26 （済美教育センター内）
- 電車：地下鉄丸ノ内線「方南町駅」 徒歩10分
- バス：「阿佐ケ谷駅」発（渋谷行）「堀ノ内2丁目」下車 徒歩7分

## 関連報道
- 先生争奪戦（2007年11月30日 朝日新聞）
- 長期研修で養成兼選考（2006年8月2日 読売新聞）